# Henri Betti
Henri Betti, nato Ange Eugène Betti (Nizza, 24 luglio 1917 – Courbevoie, 7 luglio 2005), è stato un compositore e pianista francese.

## Biografia
Nacque nella Vieux-Nice nel 1917 da una modesta famiglia. Il padre, pittore, italiano, di Parma, sua madre pescivendola. Ha studiato musica presso il Conservatorio di Musica di Parigi sotto Lazare Lévy e Raymond Pech. Il 9 luglio 1937 ha ottenuto il diploma di armonia musicale.
Ha poi proseguito gli studi come pianista classico. Ma nel 1940, casualmente, incontra sulla Promenade des Anglais il compositore corso Roger Lucchesi. Mentre intavola una interessante conversazione, gli rivela di aver composto una canzone per Maurice Chevalier, chiedendogli a bruciapelo di accompagnarlo al pianoforte nella sua tenuta di La Louque a Cannes, durante la presentazione. Ma il cantante Maurice Chevalier si rifiutò di chiedere ad Henri Betti di essere il suo accompagnatore ufficiale. Ma ansioso di rinnovare il suo repertorio, Henri insistette. Chevalier si convinse, per cui Henry compose la musica di circa quaranta canzoni, fino al 1945. Tra i brani scritti troviamo, Notre espoir (La nostra speranza) e La Chanson du maçon (La canzone del massone) del 1941 e La fête à Neu-Neu (Festa a Neu-Neu) del 1943.
Henry Betti entrò nella Sacem, società di autori e compositori, il 5 settembre 1941, venendo nominato socio il 17 maggio del 1949.
Dopo la seconda guerra mondiale, conosce un grande successo con diversi brani: Le Régiment des mandolines (Il Reggimento dei mandolini ) nel 1946 e Le Chapeau à plumes (Il cappello piumato ) del 1948 per Lily Fayol, Mais qu'est-ce que j'ai ! (Che cos'ho?) per Yves Montand nel 1947, Maître Pierre (Maestro Pierre) del 1949 per Georges Guétary e soprattutto C'est si bon (È così buono) del 1947 per Jacques Helian e la sua orchestra. Pubblicata dalle Editions Paul Beuscher il 16 agosto 1947, è stata cantata per la prima volta davanti al pubblico di Suzy Delair, al Nice Jazz Festival 25 febbraio 1948, dalle sorelle Étienne e da Yves Montand, prima diventare, dal 1950, un successo internazionale grazie a Louis Armstrong, nella versione inglese di Jerry Seelen 
Dal 1949 al 1982, notevole è la sua produzione musicale: scrive per il Lido, per il Moulin Rouge, per le Folies Bergère, per il Concert Mayol, per il Tropicana Resort & Casino di Las Vegas; importanti sono anche le operette e i musical.
Ha anche composto per il cinema nel 1950 e per la televisione nel 1960. La sua musica accompagna il noto film, Honoré de Marseille (Onorato di Marsiglia), del 1956, con Fernandel che interpreta tre canzoni, composte da Henri Betti con testi di Jean Manse. Con Jean Manse compose e scrisse una quarta canzone per il film, C'est Noël (È natale), cantata da Fernandel, ma proposta in una scena del film che poi venne tagliata. La canzone fu poi cantata dal cantante / attore francese, Tino Rossi.
Negli anni '50 ottiene la sua consacrazione come prima star americana della ABC, nel 1951 collabora con di Édith Piaf, nonché con due cabaret parigini come Le Bosphore e Chez Tonton. Si esibisce anche a Nizza, Cannes, Juan-les-Pins.
Nel 1951, con Albert Willemetz fonda il Comité du Cœur, un fondo di soccorso per gli artisti bisognosi guidati dalla SACEM; per due anni ne diverrà il vice presidente.
Nel 1960, fu nominato Cavaliere dell'Ordine delle Palme Accademiche, Tra il 1961 ed il 1975 venne nominato Membro del Consiglio di Amministrazione della Saced. È stato anche membro del consiglio della Sacem tra il 1982 ed il 1992. Nel 1980 ha ricevuto il Prix Maurice Yvain e nel 1994 il Médaille d'or de la Saced.
Morì nel 2005 all'età di 87 anni, a Courbevoie. È sepolto nel cimetière ancien (antico cimitero) di Neuilly-sur-Seine (divisione 11).

## Vita privata
Henri Betti si è sposato il 30 luglio 1949 a Bois-Colombes con la ballerina Françoise Engels, conosciuta, nello stesso anno, durante la rappresentazione dell'operetta Baratin. La coppia ha avuto tre figli.

## Famiglia
Henri Betti era il fratello della cantante lirica Freda Betti e prozio del calciatore Alexy Bosetti.